# Global Alliance in Management Education
CEMS – The Global Alliance in Management Education eller CEMS, tidigare Community of European Management Schools and International Companies, är en samarbetsorganisation för världens ledande handelshögskolor och universitet samt multinationella företag och icke-statliga organisationer. CEMS Global Alliance omfattar 34 akademiska institutioner på 5 kontinenter, 72 partnerföretag samt 5 social partners från hela världen. CEMS ger CEMS MIM examen vid samtliga medlemsskolor, stödjer CEMS Alumni Association (CAA) och främjar samarbete mellan samtliga medlemmar.

## CEMS MIM
CEMS Master’s in International Management (CEMS MIM) är ett 1-årigt program som gemensamt undervisas av CEMS handelshögskolor och universitet till en utvald grupp studenter vid medlemsskolorna. CEMS startades 1988 av grundare från Universität zu Köln i Tyskland, HEC Paris i Frankrike, ESADE i Spanien och Università Bocconi i Italien som första supranationella MSc. CEMS har som mål att sätta en global standard av excellence för pre-experience Masterprogram i Management genom att tillgodose undervisning och research för studenter som vill ha en ledande roll i utvecklingen och riktningen av företag i ett globalt sammanhang.
Dessa individer uppvisar ledarskap genom:
- höga akademiska krav och professionella kompetenser
- möjligheten att prestera effektivt i omväxlande miljöer
- empati mot olika kulturer, värderingar och beteende
- vilja att ta ansvar inom samhället

CEMS MIM består av en bastermin (oftast en del av examen vid hemuniversitetet) som följs av en utbytestermin vid en av CEMS medlemsskolor. Förutom den avslutade examen vid hemuniversitet kräver avläggande av examen från CEMS även genomförda businessprojekt, skill seminars, ett internationellt praktikarbete och två språktester. Medan CEMS är en hög-kvalitativ examen så ligger dess unika egenskaper i fokusen på praktiska business kompetenser, språkkunskaper och det tidiga tillskaffandet av internationella erfarenheter.
Varje CEMS-medlemsskola har ett begränsat antal platser för antagning till CEMS MIM och urvalsprocessen är därför utmanande och har i många fall krav på förkunskaper för att vara med i urvalsprocessen, t.ex. ett högt betygsvärde samt bevis på språkfärdigheter.
Urvalsprocessen skiljer sig åt vid de olika medlemsskolorna men gemensamt är kravet att redan vara studerande vid eller antagen till ett Master of Business-program vid en medlemsskola före ansökan till CEMS MIM. Samtliga CEMS-examinerade får en examen från hemuniversitetet samt en examen från CEMS och därför räknas CEMS MIM ofta som en s.k. dubbelexamen.

## Ranking
CEMS MIM har genomgående rankats i topp 10 av Financial Times Master’s Ranking (2005–2015) de år som den har medverkat i rankingen. CEMS vägrade att medverka i den årliga rankingen 2016 men placerades på en niondeplats vid sin återkomst 2017.
|                                        | 2013 | 2014 | 2015 | 2016      | 2017 |
| Financial Times - Master in Management | 7    | 5    | 4    | ej rankad | 9    |

## Medlemsskolor
Skolor som erbjuder CEMS Master’s in International Management (CEMS MIM):
| Land eller region | Skola                                                                            | Stad             |
| ----------------- | -------------------------------------------------------------------------------- | ---------------- |
| Australien        | The University of Sydney Business School                                         | Sydney           |
| Belgien           | Louvain School of Management                                                     | Louvain-La-Neuve |
| Brasilien         | Escola de Administração de Empresas de São Paulo-FGV                             | São Paulo        |
| Danmark           | Copenhagen Business School                                                       | Frederiksberg    |
| Finland           | Aalto-universitetets handelshögskola                                             | Helsingfors      |
| Frankrike         | HEC Paris                                                                        | Jouy-en-Josas    |
| Hongkong          | HKUST Business School                                                            | Hongkong         |
| Indien            | Indian Institute of Management Calcutta                                          | Calcutta         |
| Irland            | UCD Michael Smurfit Graduate Business School                                     | Dublin           |
| Italien           | Università Bocconi                                                               | Milano           |
| Japan             | Keiouniversitetet                                                                | Tokyo            |
| Kanada            | Richard Ivey School of Business, University of Western Ontario                   | London           |
| Kina              | Tsinghua University School of Economics and Management, Tsinghuauniversitetet    | Peking           |
| Nederländerna     | Rotterdam School of Management, Erasmus University                               | Rotterdam        |
| Norge             | Norges handelshøyskole (NHH)                                                     | Bergen           |
| Polen             | Szkoła Główna Handlowa w Warszawie (SGH)                                         | Warszawa         |
| Portugal          | Nova School of Business and Economics                                            | Lissabon         |
| Ryssland          | Vyssjaja sjkola menedzjmenta Sankt-Petersburgskogo gosudapctvennogo universiteta | Sankt Petersburg |
| Schweiz           | Sankt Gallens Universitet                                                        | Sankt Gallen     |
| Singapore         | NUS Business School, del av National University of Singapore                     | Singapore        |
| Spanien           | ESADE Business School                                                            | Barcelona        |
| Storbritannien    | LSE, London School of Economics and Political Science                            | London           |
| Sverige           | Handelshögskolan i Stockholm                                                     | Stockholm        |
| Sydkorea          | Korea University Business School                                                 | Seoul            |
| Tjeckien          | Prags ekonomiska universitet                                                     | Prag             |
| Turkiet           | Koç University Graduate School of Business                                       | Istanbul         |
| Tyskland          | Kölns universitet                                                                | Köln             |
| Ungern            | Corvinus University of Budapest                                                  | Budapest         |
| Österrike         | WU, Wirtschaftsuniversität Wien                                                  | Wien             |

## Partnerföretag
CEMS har mer än 70 corporate partner som årligen ger finansiellt stöd och bidrar med personalresurser och input om läroplaner. Detta innebär att de formger kurser inom särskilda kunskaper, håller föreläsningar och bjuder in CEMS-studenter till företagsaktiviteter där studenterna har möjlighet att lära sig om exempelvis viss företagspraxis eller kan öva på caselösningar. Dessa kontakter är viktiga för företagen för att nå studenter samtidigt som studenterna får en inblick i verkliga problem och möjliga lösningar.

## Sociala partners
De första sociala partners gick med i organisationen CEMS december 2010. Dessa är de första i en rad av ideella föreningar och icke-statliga organisationer som bidrar till alliansen på ett liknande sätt som partnerföretag (i val av och uttagning av studenter, styrning, formning av läroplan, erbjudande om praktikplatser och jobbmöjligheter). Detta initiativ är en del av en större insats att främja hållbarhet inom CEMS. CEMS har även skrivit under PRME (Principles of Responsible Management Education) deklarationen.

## Alumni Association (CAA)
CEMS Alumni Association (CAA) erbjuder en fortsatt multikulturell upplevelse för dem som har avlagt en CEMS MIM-examen. Föreningen grundades 1993 av CEMS alumner och är ett internationellt nätverk av examinerade över hela världen. 12 000 CEMS-studenter har avlagt examen och blivit CEMS-alumner.
CAA leds av en alumnistyrelse och representeras i flera länder av lokala kommittéer (LC) bestående av CEMS-alumner. LC ansvarar för regelbunden kontakt med CEMS-alumner och anordning av professionella och sociala aktiviteter. De träffas regelbundet för att diskutera aktiviteterna och utvecklingen av föreningen. Alumnistyrelsen består av: en CAA president, CEMS Executive Director, en representant från CEMS Student Board, en representant för samtliga CEMS skolor, 3 representanter från lokala kommittéer, 2 seniora alumner och 2 juniora alumner.
Alumnistyrelsens syfte är att främja CEMS alumner genom att föreslå och utveckla initiativ som reflekterar CAA:s mål och för att gynna karriärs- och utvecklingsmöjligheter för alumnimedlemmar. Alumnistyrelsen representerar även alumners intressen inom CEMS Executive Board och stödjer utvecklingen av CEMS alliansen. CEMS Alumni Association stödjer dessutom alumner för att på ett positivt sätt influera ekonomiutbildning, näringslivet, global styrning och samhället.